# Anna Biller
Anna Biller   (Los Angeles) és una cineasta estatunidenca que va escriure i dirigir els llargmetratges Viva (2007) i The Love Witch ( 2016). Biller es considera una cineasta feminista i explora de manera conscient temes feministes al llarg de la seva obra, inclosa l'exploració de la mirada femenina al cinema. Ella parla tant al seu lloc web com en entrevistes sobre les desigualtats de gènere a la indústria del cinema.

## Primers anys
Biller va néixer a Los Angeles de mare japonesa-americana que és dissenyadora de moda i pare caucàsic que és artista visual. Ella va créixer veient la seva mare dissenyar roba, veure el seu pare pintar amb una paleta de colors brillants i veure cinema clàssic, tot això ha tingut una gran influència en la seva pràctica cinematogràfica. Té un B.A. en art de la UCLA i un MFA en art i cinema pel California Institute of the Arts. Durant el seu temps a CalArts, va estudiar tant art com cinema i va començar a fer pel·lícules de 16 mm, i va ser tutoritzat per Morgan Fisher i Paul McCarthy. Va començar a fer pel·lícules de 8 mm mentre vivia a Nova York.

## Carrera professional
Al començament de la seva carrera, Biller era coneguda pels seus curtmetratges i musicals escenificats,que jugava amb gèneres i tropes antics de Hollywood des dels anys 1930 fins als 1950. Va fer el seu primer curtmetratge, Three Examples of Myself as Queen, mentre estudiava a CalArts. A la pel·lícula, Biller interpreta a Pointsettia, una adolescent que es converteix en una princesa i té el poder de transformar els homes en gossos. La pel·lícula es va projectar en sales petites i festivals de cinema. Lane Relyea, d’Artforum International, va escriure que "l'humor i la gràcil perplexitat de la pel·lícula poden no haver causat cap canvi sobtat a les línies de falla locals, però sí que va posar un somriure gloriós a la cara d'aquest espectador". John Hartl de The Seattle Times la va anomenar "fantasia musical estranya, warholiana".
El 2001 va dirigir dos curtmetratges: The Hypnotist, un melodrama escrit pel seu col·laborador habitual Jared Sanford, i A Visit from the Incubus, un musical de terror western. A Visit from the Incubus narra la història d'una dona que és violada per un íncubus, i decideix contrarestar-lo desafiant-lo a un concurs de cant. Robert Nott de The Santa Fe New Mexican la considerà "de visió obligada".
El seu primer llargmetratge de 2007, Viva, explica la història d'una mestressa de casa avorrida que surt a la recerca d'aventures sexuals als anys setanta. Es va estrenar al Festival Internacional de Cinema de Rotterdam. i van guanyar el premi Best of Fest a la Boston Underground Film Festival. La pel·lícula també es va presentar a la competició principal del 29è Festival Internacional de Cinema de Moscou. La revista Reason va anomenar Viva una "interpretació extraordinàriament precisa de l'aspecte, el so, l'estat d'ànim i el diàleg d'arc" de les pel·lícules d'explotació dels anys setanta, amb "il·luminació d'alta clau, pseudo-Technicolor i recanvi, disseny d'escenografia de colors." Viva va tenir una estrena molt limitada al cinema.
El segon llargmetratge de Biller, The Love Witch, es va estrenar el 2016 al Festival Internacional de Cinema de Rotterdam. La pel·lícula és un gir de les pel·lícules clàssiques d'assassins en sèrie, amb una dona que mata mitjançant una sexualitat calculada i "màgia amorosa", fent que les seves víctimes masculines s'enamorin massa.Evoca la sexexplotació de dones a les pel·lícules de terror de Hammer, i es va rodar completament en pel·lícula per tal de recrear l'antic estil de Hollywood. Biller va trigar set anys a completar la pel·lícula a causa de la seva atenció als detalls en la direcció, l'escriptura, el vestuari i l'escenografia, i el treball amb el seu director de fotografia.
Richard Brody de The New Yorker va dir de The Love Witch, "Biller posa el gènere a prova de l'art de fer-ho tu mateix i posa la ideologia feminista a l'abast de la prova d'estil. La pel·lícula palpita amb una energia creativa furiosa a tot arreu, despertant l'emoció i la sorpresa que fins i tot existeix." El maig de 2016, The Love Witch va ser adquirida per a la seva distribució per  Oscilloscope Laboratories. The Love Witch es va incloure a molts llistes de les millors pel·lícules del 2016, incloses les de The New Yorker i IndieWire. Va guanyar amb empat pel Premi Trailblazer i el Millor Disseny de Vestuari als Premis de la Crítica Indie de Chicago, i també va guanyar el premi Michael Cimino a la millor pel·lícula als American Independent Film Awards.
El 2019, es va convertir en membre de l'Acadèmia d'Arts i Ciències Cinematogràfiques.
Biller va dir el 2017 que la seva propera pel·lícula serà una història de Barbablava. Va afirmar que "Vull fer aquesta pel·lícula perquè tinc ganes de veure més pel·lícules de qualitat per a dones. com els que es van fer a l'època daurada de Hollywood."
El 5 de desembre de 2021, Biller va anunciar que havia completat la seva primera novel·la, Bluebeard's Castle. El llibre va ser publicat l'octubre de 2023 per Verso Books. Bluebeard's Castle va ser catalogat com un dels millors llibres de ficció del 2023 per  The Telegraph, que va dir que era: "Una reinterpretació estilitzada de la vella faula que barreja l'auto-referència i l'excés cridaner... el sexe, la mort i el costós conyac són d'una peça molt agradable." The Times Literary Supplement també la va elogiar, anomenant-la "Tant una fantasia com un malson, amb el cineasta Biller utilitzant el mateix sentit de l'artifici de cel·luloide i una realitat deliciosament elevada que va caracteritzar la seva obra mestra de terror retro The Love Witch."
El juliol de 2022, Biller va anunciar la seva següent pel·lícula, la pel·lícula de terror The Face of Horror.

## Vida personal
Biller viu a Los Angeles amb la seva parella, l'autor Robert Greene.

## Filmografia
Biller va exercir com a directora, productora, escriptora, editora, dissenyadora de producció i dissenyadora de vestuari en totes les pel·lícules enumerades.
| Any  | Pel·lícula                        | Tipus         | Crèdit                    |
| ---- | --------------------------------- | ------------- | ------------------------- |
| 1994 | Three Examples of Myself as Queen | Curtmetratge  | També actriu              |
| 1998 | Fairy Ballet                      | Curtmetratge  | També actriu, compositora |
| 2001 | The Hypnotist                     | Curtmetratge  |                           |
| 2001 | A Visit from the Incubus          | Curtmetratge  | També actriu, compositora |
| 2007 | Viva                              | Llargmetratge | També actriu, compositora |
| 2016 | The Love Witch                    | Llargmetratge | També compositora         |